# أداة هوائية

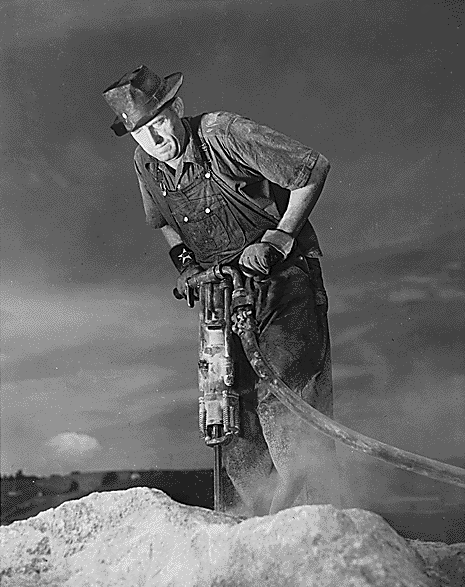

الأداة الهوائية أو أداة ضغط الهواء، هي نوع من أدوات التشغيل، مدفوعة بالهواء المضغوط الذي يوفره ضاغط الهواء. يمكن أيضًا تشغيل الأدوات الهوائية بواسطة ثاني أكسيد الكربون المضغوط (CO2) المخزن في أسطوانات صغيرة مما يجعلها قابلة للنقل.
تعمل معظم الأدوات الهوائية على تحويل الهواء المضغوط إلى العمل باستخدام محرك هوائي. مقارنة بأدوات مكافئة أدوات التشغيل الكهربائية، فإن الأدوات الهوائية أكثر أمانًا للتشغيل والصيانة، دون التعرض لخطر الشرر أو الدائرة القصيرة أو الصعق بالكهرباء، ولها نسبة طاقة أعلى مُقارنًة بالوزن، مما يسمح لأداة أصغر وأخف وزناً بإنجاز المهمة نفسها. علاوة على ذلك، فهي أقل عرضة للتدمر الذاتي في حالة تشوش الأداة أو تحميلها بشكل زائد.
أدوات الضغط الهوائية ذات الدرجة العادية لديها عمر افتراضي قصير وعادةً ما تكون أقل تكلفة وتُعتبر «أدوات يمكن التخلص منها» في صناعات الأدوات؛ في حين أن الأدوات الهوائية ذات الدرجة الصناعية عادةً ما تكون ذات عمر افتراضي طويل، وأكثر تكلفة. بشكل عام، الأدوات الهوائية أرخص من الأدوات التي تعمل بالطاقة الكهربائية المكافئة. لا تزال هناك حاجة إلى تزييت منتظم للأدوات.
يتم تزويد معظم الأدوات الهوائية بالهواء المضغوط عند 4 إلى 6 بار.